# Alaptus maccabei
Alaptus maccabei är en stekelart som beskrevs av Girault 1913. Alaptus maccabei ingår i släktet Alaptus och familjen dvärgsteklar. Inga underarter finns listade i Catalogue of Life.